# Anliu, Guangdong
Anliu är en köping i sydöstra Kina. Den ligger i Wuhua härad i staden Meizhou i provinsen Guangdong, omkring 250 kilometer öster om provinshuvudstaden Guangzhou. Antalet invånare är 115 560. Befolkningen består av 56 173 kvinnor och 59 387 män. Barn under 15 år utgör 25,0 %, vuxna 15-64 år 67 %, och äldre över 65 år 7,0 %.